# Puig de Plana Ferriola
El Puig de Plana Ferriola és una muntanya de 1.162 metres que es troba entre els municipis de Ripoll i de Vallfogona de Ripollès, a la comarca catalana del Ripollès.